# AMD K6-2
L'AMD K6-2 è un microprocessore x86 prodotto da AMD per competere direttamente col Pentium II di Intel.

## Storia
Il Pentium II era leggermente più vecchio e sensibilmente più costoso del K6-2, ma le prestazioni dei due processori erano simili, con l'AMD superiore nel calcolo intero e l'Intel in quello in virgola mobile. Questa CPU ebbe comunque buoni risultati di vendite e contribuì a dare la stabilità necessaria ad AMD per cominciare la produzione dell'Athlon Classic. Il K6-2 era disponibile a velocità comprese tra 266 e 550 MHz, era prodotto con un processo a 0,25 micrometri, era fornito di 64 KB di cache L1 (32KB di memoria per le istruzioni e 32 KB per i dati), e utilizzava un Socket 7 o un Super Socket 7.
Il K6-2 fu il primo processore ad introdurre un set di istruzioni per il calcolo vettoriale dei numeri in virgola mobile, chiamato 3DNow! da AMD, che poteva incrementare considerevolmente le prestazioni della CPU nelle applicazioni 3D. Questo set precedette sul mercato di molti mesi l'SSE di Intel, simile ma più complicato.
Quasi tutti i processori di questa gamma erano progettati per sfruttare una scheda madre con Super 7 a 100 MHz, caratteristica importante per le prestazioni. Nel primo periodo di vita del processore, la versione più venduta era di gran lunga il K6-2 300, che si costruì presto una reputazione ed entrò in lotta col Celeron 300A, che possedeva una cache più piccola ma più veloce ed una ottima FPU, mentre il processore di AMD rispondeva con un accesso molto più veloce alla memoria, grazie al Super Socket 7, e con il 3DNow!. Entrambi vendettero bene e si costruirono una cerchia di "fedeli" (al tempo, i Pentium II più veloci erano di poco più veloci dei due chip, e molto più costosi. I Celeron "Mendocino" A da 300 MHz, inoltre, potevano facilmente essere overcloccati a 450 MHz con pochi accorgimenti).
Con l'avanzare della tecnologia AMD mise in commercio versioni sempre più veloci, delle quali le più vendute furono quelle a 350, 400, 450 e 500 MHz. Al momento in cui vennero vendute le ultime due versioni, altri processori avevano preso il ruolo di protagonisti del mercato e queste occuparono il mercato di fascia economica. Il K6-2 rispose sorprendentemente bene all'aumento di velocità, grazie al collegamento con la scheda madre a 100 MHz.

## Versione "plus"
Il poco conosciuto AMD K6-2+ era una versione con 128 KB di cache L2 e prodotta a 0.18 micrometri (in sostanza, una versione minore del K6-III+. Il K6-2+ era destinato al mercato dei portatili, e fu messo in commercio mentre su questo si stavano affacciando nuovi prodotti come l'Athlon. Non vendette molto, e AMD non ne pubblicizzò troppo la versione desktop, oscurata sia dall'Athlon che dal K6-III, più veloci, che dal K6-2, più lento e di poco più economico ma più conosciuto e compatibile. Il K6-2+ raggiunse la velocità di 570 MHz.

## Galleria d'immagini

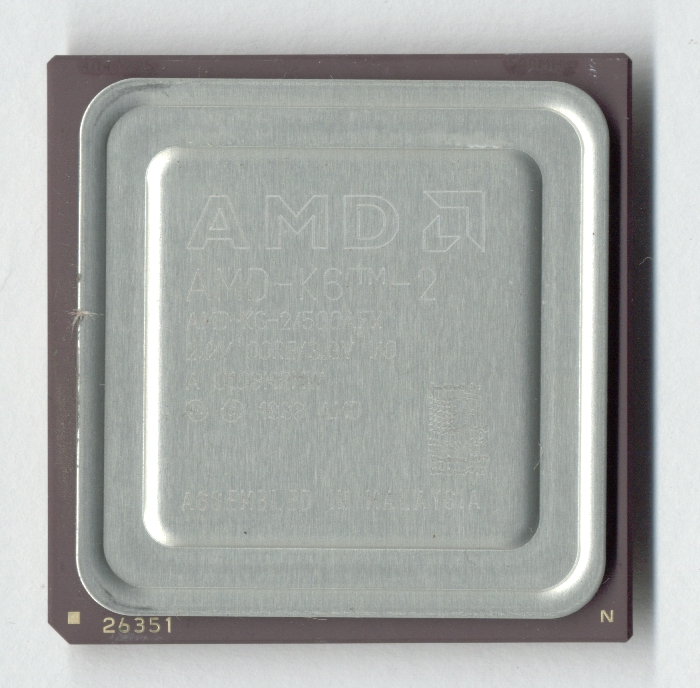
AMD-K6-2/500 visto da sopra
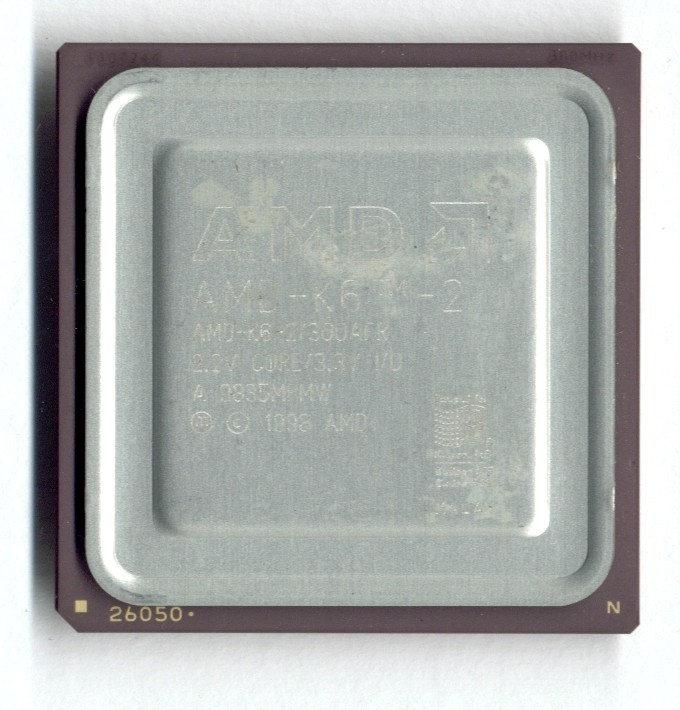
AMD-K6-2/300 visto da sopra
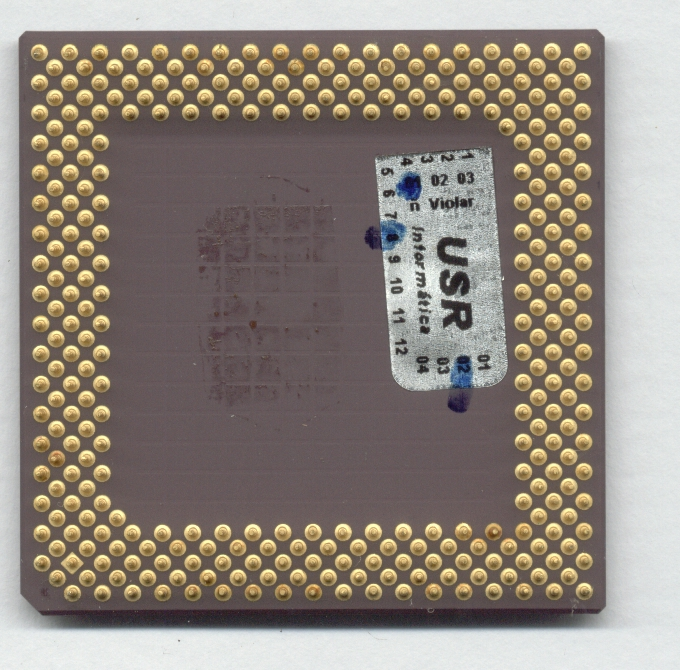
AMD K6-2 500 visto da sotto

## Modelli

### K6-3D (Chomper, 250 nm)
- CPUID: Family 5, Model 8, Stepping 0
- Cache L1: 32 + 32 KB (Dati + Istruzioni)
- MMX, 3DNow!
- Super Socket 7
- Front side bus: 66, 100 MHz
- VCore: 2,2V
- Introduzione sul mercato: 28 maggio 1998
- Clockrate: 233, 266, 300, 333 e 350 MHz

### K6-3D (Chomper Extended(CXT), 250 nm)
- CPUID: Family 5, Model 8, Stepping 12
- Cache L1: 32 + 32 KB (Dati + Istruzioni)
- MMX, 3DNow!
- Super Socket 7
- Front side bus: 66, 95, 97 e 100 MHz
- VCore: 2,2/2,3/2,4V
- Introduzione sul mercato: 16 novembre 1998
- Clockrate: 200 - 550 MHz

### K6-2+ (180 nm)
- L1-Cache: 32 + 32 KB (Dati + Istruzioni)
- L2-Cache: 128 KB, a piena velocità
- MMX, Extended 3DNow!
- Super Socket 7
- Front side bus: 100 MHz
- VCore: 2,0 V
- Introduzione sul mercato: 18 aprile 2000
- Clockrate: 350, 450, 475, 500, 533, 550 e 570 MHz